# Серенч
Серенч (мађ. Szerencs) град је у Мађарској. Серенч је један од важнијих градова у оквиру жупаније Боршод-Абауј-Земплен.
Серенч је имао 10.184 становника према подацима из 2001. године.

## Географија
Град Серенч се налази у североисточном делу Мађарске. Од престонице Будимпеште град је удаљен око 200 километара североисточно. Град се налази на североисточном ободу Панонске низије. Северно од града издиже се горје Земплен, а јужно протиче река Тиса. Надморска висина града је око 100 m.

## Партнерски градови
- Рожњава
- Гајзенхајм
- Малхин
- Hesperange
- Општина Миеркуреа Ниражулуј
- Подгора

## Галерија
- Дворац Ракоци у граду
- Градско купатило